# Graptasura polygrapha
Graptasura polygrapha är en fjärilsart som beskrevs av Felder 1874. Graptasura polygrapha ingår i släktet Graptasura och familjen björnspinnare. Inga underarter finns listade i Catalogue of Life.